# Cynthiana (Ohio)
Cynthiana é um lugar designado pelo censo localizado no condado de Pike no estado estadounidense de Ohio. No Censo de 2010 tinha uma população de 68 habitantes e uma densidade populacional de 750,14 pessoas por km².

## Geografia
Cynthiana encontra-se localizado nas coordenadas 39° 10′ 25″ N, 83° 20′ 54″ O. Segundo o Departamento do Censo dos Estados Unidos, Cynthiana tem uma superfície total de 0.09 km², da qual 0.09 km² correspondem a terra firme e (0%) 0 km² é água.

## Demografia
Segundo o censo de 2010, tinha 68 pessoas residindo em Cynthiana. A densidade populacional era de 750,14 hab./km². Dos 68 habitantes, Cynthiana estava composto pelo 98.53% brancos, o 0% eram afroamericanos, o 0% eram amerindios, o 0% eram asiáticos, o 0% eram insulares do Pacífico, o 0% eram de outras raças e o 1.47% pertenciam a duas ou mais raças. Do total da população o 0% eram hispanos ou latinos de qualquer raça.